# Billion Dollar Babies
Az 1973-as Billion Dollar Babies Alice Cooper nagylemeze. Megjelenésekor a legeladottabb Alice Cooper-albumnak számított, mind az Egyesült Államokban, mind az Egyesült Királyságban a listák élére jutott, a RIAA pedig platinalemezzé nyilvánította. Szerepel az 1001 lemez, amit hallanod kell, mielőtt meghalsz című könyvben.

## Az album dalai
| 1. | Hello Hooray          | Kempf                                                  | 4:15 |
| 2. | Raped and Freezin'    | Cooper, Michael Bruce                                  | 3:19 |
| 3. | Elected               | Cooper, Glen Buxton, Bruce, Dennis Dunaway, Neal Smith | 4:05 |
| 4. | Billion Dollar Babies | Cooper, Bruce, Smith, Vinson                           | 3:43 |
| 5. | Unfinished Sweet      | Cooper, Bruce, Smith                                   | 6:18 |

| 6.  | No More Mr. Nice Guy | Cooper, Bruce                         | 3:06 |
| 7.  | Generation Landslide | Cooper, Buxton, Bruce, Dunaway, Smith | 4:31 |
| 8.  | Sick Things          | Cooper, Bruce, Bob Ezrin              | 4:18 |
| 9.  | Mary Ann             | Cooper, Bruce                         | 2:21 |
| 10. | I Love the Dead      | Cooper, Ezrin                         | 5:09 |

## Helyezések

### Album
| Év   | Lista            | Helyezés |
| ---- | ---------------- | -------- |
| 1973 | US Billboard 200 | 1        |
| 1973 | Brit albumlista  | 1        |

### Kislemezek
| Év   | Kislemez              | Lista             | Helyezés |
| ---- | --------------------- | ----------------- | -------- |
| 1972 | Elected               | Billboard Hot 100 | 26       |
| 1973 | Hello Hooray          | Billboard Hot 100 | 35       |
| 1973 | No More Mr. Nice Guy  | Billboard Hot 100 | 25       |
| 1973 | Billion Dollar Babies | Billboard Hot 100 | 57       |

## Közreműködők
- Alice Cooper – ének
- Glen Buxton – gitár
- Michael Bruce – ritmusgitár, billentyűk, háttérvokál
- Dennis Dunaway – basszusgitár, háttérvokál
- Neal Smith – dob
- Donovan – vokál a Billion Dollar Babies-en
- Steve "Deacon" Hunter – gitár
- Mick Mashbir – gitár
- Dick Wagner – gitár
- Bob Dolin – billentyűk
- David Libert – háttérvokál
- Bob Ezrin – billentyűk